# Тајна ватра
Тајна ватра (енгл. The Secret Fire) је роман енглеске књижевнице К. Џ. Доерти (енгл. CJ Daugherty) и француске ауторке Карине Розенфелд (фр. Carina Rozenfeld) објављен 3. септембра 2015. године. Српско издање је објавила издавачка кућа Лагуна из Београда 9. децембра 2017. године.

## О ауторкама

### К. Џ. Доери
К. Џ. Доерти је бивша криминалистичка репортерка и државни службеник, имала је двадесет две године када је први пут видела леш који ју је подстакао на размишљање и мотивисао да се бави писањем. Серијал Ноћна школа је почела да пише док је радила као консултант за комуникације у Министарству унутрашњих послова. Серијал за тинејџере је објавила издавачка кућа енгл. Little, Brown and Company и продат је у више од милион и по примерака широм света. Истоимена серија инспирисана њеним књигама је имала више од милион прегледа. Касније је написала серијал енгл. The Echo Killing који је објавио енгл. St. Martin's Press, као и Број 10. Коауторка је научно–фантастичног серијала Тајна ватра, са француском ауторком Карином Розенфелдом. Доертине књиге су преведене на 25 језика и биле су бестселери у више земаља. Данас живи на југу Енглеске са супругом, режисером номинованим за награду БАФТА, Џеком Џуерсом и кућним љубимцем.

### Карина Розенфелд
Карина Розенфелд је француска ауторка дечијих романа из области маште, научне фантастике и фантазије. Након студија географије и урбанизма окренула се издаваштву, а затим је радила у омладинској штампи као новинар–уредник. Године 2004. је објавила свој први роман фр. Lucille et les dragons sourds, који је преведен на немачки под насловом  . Добитница је бројних књижевних награда, међу којима су 
фр. Prix Imaginales des collégiens 2009, фр. Prix Mélusine 2006. и фр. Prix du Lutin d'Or 2004.

## О књизи
Књига Тајна ватра прати француског тинејџера Сашу Винтерса који не може да умре и Тејлор Монклер, енглеску гимназијалку која жели да упише Оксфордски универзитет све док не почне снагом мозга да прави електричне кратке спојеве. Винтерс може да се баци са крова, да га избоду ножем, погоде метком, увек ће преживети све до дана кад ће се испунити давно заборављено предсказање. Његова смрт ће покренути нешто незамисливо смртоносно, једини који на целом свету може да га спасе је Монклер. Међутим, њих двоје се уопште не знају, живе у различитим земљама, а моћне силе не презају ни од чега да их држе раздвојено. Тејлор и Саша имају осам недеља да се пронађу, поставља се питање да ли је то довољно дуго да спасу свет.